# Nemophas zonatus
Nemophas zonatus är en skalbaggsart som beskrevs av Lansberge 1880. Nemophas zonatus ingår i släktet Nemophas och familjen långhorningar. Inga underarter finns listade i Catalogue of Life.